# Kazimierz Greń
Kazimierz Greń (ur. 19 grudnia 1962) – polski działacz piłkarski, samorządowiec, były prezes Podkarpackiego Związku Piłki Nożnej, były szef komisji futsalu w Polskim Związku Piłki Nożnej.
Działał w Sojuszu Lewicy Demokratycznej. W wyborach samorządowych w 2002 z listy SLD-UP z wynikiem 675 głosów uzyskał mandat radnego miasta Rzeszów. W grudniu 2004 wystąpił z SLD. Przystąpił następnie do klubu radnych "Nasz Dom – Rzeszów". W 2005 podpisał deklarację poparcia dla Partii Demokratycznej. W wyborach samorządowych w 2006 uzyskał reelekcję do rady miasta z listy lewicowego komitetu Tadeusza Ferenca "Rozwój Rzeszowa", zdobywając 698 głosów. 18 stycznia 2007 zgłosił swoją kandydaturę w wyborach na prezesa Polskiego Związku Piłki Nożnej podczas Nadzwyczajnego Walnego Zgromadzenia Delegatów. W 2008 organizował kampanię wyborczą Grzegorza Laty na stanowisko prezesa PZPN. 11 października 2009 zrezygnował z funkcji doradcy prezesa PZPN. Podczas dorocznego zjazdu PZPN 20 grudnia 2009 podjął nieudaną próbę obalenia prezesa. W 2010 nie ubiegał się o reelekcję w wyborach samorządowych. Za pokątną sprzedaż biletów na mecz Irlandia-Polska (29 III 2015) został zawieszony w prawach działacza piłkarskiego.